# Pista gwoyarrma
Pista gwoyarrma är en ringmaskart som beskrevs av Anne D. Hutchings 1997. Pista gwoyarrma ingår i släktet Pista och familjen Terebellidae. Inga underarter finns listade i Catalogue of Life.